# Muraenolepis marmorata
Muraenolepis marmorata är en fiskart som beskrevs av Günther, 1880. Muraenolepis marmorata ingår i släktet Muraenolepis och familjen Muraenolepididae. Inga underarter finns listade i Catalogue of Life.